# Westphalia (Missouri)
Pour les articles homonymes, voir Westphalia.
Westphalia est une ville du comté d'Osage, dans le Missouri, aux États-Unis,. Fondée en 1835, elle est située à l'ouest du comté et est incorporée en 1905.

## Démographie
Lors du recensement de 2010, la ville comptait une population de 389 habitants. Elle est estimée, en 2016, à 390 habitants.

### Source de la traduction
- (en) Cet article est partiellement ou en totalité issu de l’article de Wikipédia en anglais intitulé « Westphalia, Missouri » (voir la liste des auteurs).